# چسپیک رنچ ایستیت (مریلند)
چسپیک رنچ ایستیت (به انگلیسی: Chesapeake Ranch Estates) شهری در ایالت مریلند کشور ایالات متحده آمریکا است که جمعیت آن در سرشماری سال ۲۰۱۰ میلادی، ۱۰٬۵۱۹ نفر بوده‌است.